# Veronica Ormachea Gutierrez
Veronica Ormachea Gutierrez (sinh ngày 30 Tháng 7 năm 1956) là một nhà văn và nhà báo người Bolivia và là thành viên của Viện Hàn lâm Bolivia của Học viện Hoàng gia Tây Ban Nha.

## Tiểu sử
Ormachea được sinh ra ở thành phố New York vào ngày 30 tháng 7 năm 1956. Cô đã được sinh ra ở đó vì cha mẹ cô lưu vong sau cuộc cách mạng năm 1952. Cô là con gái của nhà công nghiệp Víctor Ormachea Zalles và Martha Gutiérrez. Ormachea kết hôn với Ramiro Montes Sáenz và có hai con: Verónica và Ramiro Montes Ormachea.
Ormachea tốt nghiệp ngành Nghiên cứu liên ngành về Truyền thông, Thể chế Pháp lý, Kinh tế và Chính phủ tại Đại học Hoa Kỳ ở Washington, DC 1980. Cô đã nhận được chứng chỉ cao hơn về ngôn ngữ và văn minh Pháp tại Sorbonne năm 1983. Cô tốt nghiệp Thạc sĩ Khoa học Chính trị, Đề cập đến Nghiên cứu về Bolivian tại Đại học San Simón de Cochabamba (CESU CEBEM) năm 1997. Cô đã tham gia Chương trình điều hành dành cho các nhà lãnh đạo phát triển của Trường Chính phủ Harvard Kennedy năm 1999. Cô làm việc như một nhà ngoại giao trong Bộ Ngoại giao của Bolivia. Cô có con cái và thời gian cô dành hết cho việc viết lách. Ormachea đã nhận được giải thưởng Franz Tamayo cho sáng tạo văn học từ Hiệp hội các nhà báo La Paz (APLZ) năm 2001.
Từ năm đó, Ormachea bắt đầu với tư cách là một chuyên mục trong tờ báo La Razón de Bolivia  cho đến năm 2010, khi tờ báo độc lập Siete de Bolivia được thành lập  nơi cô tiếp tục viết cho đến ngày nay. Bộ Văn hóa và Du lịch Bôlivia đã trao cho cô tấm bằng "Công nhận sự nghiệp và sản xuất văn học của anh là một đóng góp có giá trị cho sự phát triển văn hóa nghệ thuật trong nước" vào năm 2009. Cô cũng viết trên các tờ báo kỹ thuật số như SudamericaHoy  và Mundiario. Cô là một luật sư của Giải thưởng Cervantes năm 2015. Cô là thành viên của PEN International.